# 季骁宣
季骁宣（1993年3月19日—），是一名中国足球运动员，现效力法乙球队欧塞尔。

## 俱乐部生涯
季骁宣早期在申花SVA足球学校接受足球训练，之后转至根宝足球学校。2011年，他入选上海中邦参加2011年中国足球乙级联赛，2012年底回归至刚刚升级到中国足球超级联赛的上海东亚一线队。2013年5月21日，季骁宣在2013年中国足协杯第三轮首发登场，第一次代表上海东亚在正式比赛亮相。他在点球决胜中罚进一个点球，帮助上海东亚最终以6比5的总比分淘汰重庆力帆晋级下一轮。
2014中超赛季季骁宣数次前往哈尔滨毅腾队试训并代表毅腾参加中超预备队联赛，在中超联赛夏季转会期开放后于2014年7月初正式加盟哈尔滨毅腾足球俱乐部。
季骁宣在2019年1月加盟法乙球队欧塞尔。同年8月30日，季骁宣在法乙联赛第六轮對阿些斯奧的比賽第78分钟替补上场，首次亮相法乙联赛。
2022年，29岁的季骁宣选择转战五人制足球，加盟五超联赛球队石家庄福美。